# Mario Fazio
Mario Fazio (Catània, 26 de juliol de 1919 - Catània, 14 de novembre de 1983) va ser un ciclista italià que fou professional entre 1941 i 1956. En el seu palmarès destaquen dues victòries d'etapa al Giro d'Itàlia, una el 1949, edició en la que portà la maglia rosa durant tres etapes, i una el 1950.

## Palmarès
- 1943
  - 1r al Giro de Romanya
- 1944
  - 1r a la Coppa Caldirola
- 1945
  - Vencedor d'una etapa al Giro de la Província de Reggio Calàbria
- 1947
  - 1r al Circuito dos Campeões
- 1948
  - 1r al Circuit de la Vienne
  - 1r al Tour de Calvados
  - 1r al Tour d'Alsàcia-Lorena
- 1949
  - 1r al Circuit de Malveira
  - Vencedor d'una etapa al Giro d'Itàlia
- 1950
  - Vencedor d'una etapa al Giro d'Itàlia

### Resultats al Giro d'Itàlia
- 1946. 20è de la classificació general
- 1947. 31è de la classificació general
- 1949. 11è de la classificació general. Vencedor d'una etapa
- 1950. 47è de la classificació general. Vencedor d'una etapa
- 1951. 67è de la classificació general

### Resultats al Tour de França
- 1948. Abandona (1a etapa)